# Konrad Plautz
Konrad Plautz (Navis, 16 ottobre 1964) è un ex arbitro di calcio austriaco.

## Carriera
Cominciò ad arbitrare da giovane, preferendo il ruolo di direttore di gara a quello di terzino destro. Prefissatosi il traguardo di raggiungere il massimo livello professionistico in dieci anni, mancò per poco l'obiettivo, debuttando nella Bundesliga austriaca nel 1992. Nel 1996 la FIFA lo promosse arbitro internazionale e nel medesimo anno lo designò per arbitrare la finale dell'Europeo Under-16 a Vienna tra Portogallo e Francia (vinsero i lusitani).
Nel luglio 2000 venne inserito nella categoria élite degli arbitri UEFA (quella più elevata).
Nel 2006 fu designato per la semifinale di Champions League Arsenal-Villarreal.
Nel 2007 arbitrò la partita valida per l'assegnazione della Supercoppa UEFA, disputatasi a Montecarlo tra Milan e Siviglia.
Nel 2008 la UEFA lo ha inserito nel gruppo degli arbitri per l'Europeo di Austria e Svizzera, dove è stato assistito dai guardalinee Egon Bereuter e Markus Mayr, che per anni hanno collaborato con lui in terna in occasione di tutte le trasferte europee. Nel corso del torneo dirige due partite: Spagna-Russia 4-1 e Svizzera-Portogallo 2-0.
Ha poi diretto la semifinale di andata della UEFA Champions League 2007-2008 tra Liverpool e Chelsea, suscitando le critiche del tecnico del Liverpool Rafa Benítez, e la semifinale di Coppa UEFA 2008-2009 tra Dinamo Kiev e Šachtar Donetsk.
Il 6 dicembre 2009 emette l'ultimo fischio della carriera dirigendo la gara del campionato austriaco tra SV Ried e Austria Vienna.
Dopo il ritiro dall'attività di arbitro è diventato osservatore degli arbitri UEFA.
Appassionato di teatro, è regista e attore per una compagnia teatrale austriaca.